# 뜨거운 강 (1993년 드라마)
뜨거운 강은 1993년 6월 25일에 방영되었던 MBC특집드라마이다.

## 제작진
- 극본 :
- 연출 :

## 출연진
- 배종옥
- 이상아
- 이영후
- 박채림
- 최민식
- 최수종
- 장동건
- 한석규
- 감우성